# David Trone
David John Trone (Cheverly, 21 settembre 1955) è un politico e imprenditore statunitense, membro della Camera dei Rappresentanti per lo stato del Maryland dal 2019 al 2025.

## Biografia
Nato a Cheverly, nel Maryland, e cresciuto a East Berlin, in Pennsylvania, Trone ha vissuto in una fattoria di circa 200 acri. Dopo che i genitori divorziarono, la fattoria che gestiva il padre andò in bancarotta e Trone continuò a lavorare per il negozio che aveva iniziato a gestire sua madre. Nella metà degli anni settanta frequenta la Furman University, un'università privata della Carolina del Sud, dove si laurea con il massimo dei voti per poi conseguire un master in economia aziendale presso l'Università della Pennsylvania.
Nel 2016 si candidò alla Camera dei Rappresentanti per l'8º distretto del Maryland ma senza successo. Si ricandidò nel 2018, questa volta per il 6º distretto, riuscendo questa volta a vincere.